# Symplectoscyphus commensalis
Symplectoscyphus commensalis is een hydroïdpoliep uit de familie Sertulariidae. De poliep komt uit het geslacht Symplectoscyphus. Symplectoscyphus commensalis werd in 1993 voor het eerst wetenschappelijk beschreven door Vervoort. 